# Mario Kallnik
Mario Kallnik (* 30. Oktober 1974 in Spremberg) ist ein ehemaliger deutscher Fußballfunktionär und Fußballspieler. 

## Karriere

### Spielerlaufbahn
Kallnik durchlief die Nachwuchsmannschaften der BSG Aktivist Schwarze Pumpe und des BFC Dynamo. Nach der Wende wechselte er zum VfB Stuttgart. In Bad Cannstatt spielte er in der A-Jugend unter Ralf Rangnick und in der Zweiten Mannschaft unter Jochen Rücker. Kallnik konnte sich jedoch nicht für die erste Mannschaft unter Christoph Daum empfehlen und verließ den VfB im Sommer 1994.
Er kehrte zu seinem Ausbildungsverein dem FC Berlin zurück. Für den neu gegründeten Verein und Rekordmeister der früheren DDR-Oberliga spielte Kallnik sieben Jahre und entwickelte sich zum Stammspieler. Am 11. Mai 1999 gewann er mit dem BFC den Berliner Landespokal. In der Saison 1999/2000 stieg er mit dem Verein in die viertklassige Oberliga Nordost ab und wurde in der folgenden Spielzeit umgehend Meister der Nord-Staffel. Am 9. Juni 2001 absolvierte Kallnik seine letzte Partie für den BFC Dynamo. In der Aufstiegsrelegation zur Regionalliga Nord konnte sich die Mannschaft um Cheftrainer Jürgen Bogs nicht gegen den 1. FC Magdeburg durchsetzen und verpasste den sofortigen Wiederaufstieg. FCM-Cheftrainer Eberhard Vogel und Vereinspräsident Lutz Trümper bemühten sich anschließend intensiv um eine Verpflichtung des ablösefreien Liberos, dessen Arbeitsvertrag in Hohenschönhausen auslief. Im Juni 2001 entschied sich der 26-Jährige Kallnik für einen Wechsel zum Aufsteiger aus Sachsen-Anhalt.
In Magdeburg konnte er sich direkt als Stammspieler etablieren. In der Saison 2001/02 erreichte der Club den Klassenerhalt in der Regionalliga Nord. Die Eröffnung des Insolvenzverfahren am 5. Juni 2002 besiegelte jedoch den Zwangsabstieg des Vereins. Kallnik blieb dem 1. FC Magdeburg als einziger Spieler treu und wurde von Cheftrainer Martin Hoffmann umgehend zum Kapitän ernannt. Als „verlängerter Arm“ von Cheftrainer Dirk Heyne prägte er zwischen 2003 und 2007 den sportlichen Neuaufbau. Mit dem FCM gewann Kallnik dreimal den Sachsen-Anhalt-Pokal (2003, 2006 und 2007) und stieg in der Saison 2005/06 in die Regionalliga Nord auf. In der folgenden Spielzeit 2006/07 verpasste der Verein nur knapp den Durchmarsch in die 2. Bundesliga. Nach dem Verlust ihres Torjägers Aleksandar Kotuljac verfehlte der Club in der Saison 2007/08 die Qualifikation für die neue eingleisige 3. Liga und den Sprung in den bezahlten Fußball. Der FCM musste erneut den Gang in die Regionalliga antreten. Am 10. Mai 2008 absolvierte Kallnik im Heimspiel gegen Rot-Weiß Erfurt sein letztes Pflichtspiel für den 1. FC Magdeburg. Nach dem Abstieg beendete er seine Spielerlaufbahn.

### Als Fußballfunktionär
Nach seinem Karriereende installierte der FCM Kallnik als Teamleiter für die Regionalligamannschaft. Zum Ende der Saison 2008/09 wurde er vom Club freigestellt. Er konzentrierte sich auf seine Ausbildung zum Sozialversicherungsfachangestellten bei der AOK Sachsen-Anhalt und wurde später Regionalleiter. Außerdem studierte Kallnik von 2010 bis 2012 an der Hochschule Magdeburg-Stendal den Bachelor Gesundheitswissenschaften und beendete das Studium ohne Abschluss. Am 31. August 2011 kehrte er in beratender Funktion zum 1. FC Magdeburg zurück und unterstützte, als Mitglied des Sportbeirats, die sportliche Leitung des Traditionsvereins. Am 5. April 2012 wurde er in das Präsidium berufen.

Geschäftsführer des 1. FC Magdeburg: Mario Kallnik (2014)

Kallnik übernahm ehrenamtlich und in Personalunion die Verantwortung für den finanziellen und sportlichen Bereich des FCM. Zum Zeitpunkt seiner Berufung war der Europapokalsieger von 1974 ein Sanierungsfall. Der Verein beendete die schlechteste Saison seiner Geschichte auf dem letzten Platz. Aufgrund der anstehenden Regionalligareform stieg der 1. FC Magdeburg, am Ende der Spielzeit 2011/12, allerdings nicht in die fünftklassige Oberliga Nordost ab. Außerdem hatte der Club mit negativen Eigenkapital und einem wachsenden Zuschauerrückgang zu kämpfen. Kallniks erste wegweisende Amtshandlungen waren die Trennung vom sportlichen Leiter Detlef Ullrich und die Verpflichtung von Andreas Petersen als neuen Cheftrainer.  Mit Kallniks Rückkehr legten die Gremien die Basis für die Professionalisierung des FCM.
Die neue sportliche Leitung baute die Mannschaft in den folgenden zwei Jahren radikal um. Mit Christian Beck, Lars Fuchs, Nico Hammann, Christopher Handke, Felix Schiller und Marius Sowislo wurden wichtige Leistungsträger verpflichtet. Die Spielzeit 2012/13 wurde auf dem 6. Platz abgeschlossen. Außerdem gewann der 1. FC Magdeburg am 31. Mai 2013, mit einem Sieg über Germania Halberstadt, den Sachsen-Anhalt Pokal. In der Saison 2013/14 wurde die Mannschaft Vizemeister hinter der TSG Neustrelitz. Am 14. Mai 2014 konnte der Drittligist Hallescher FC geschlagen und der Landespokal verteidigt werden. Außerdem wurde der Verein entschuldet und das Zuschauerinteresse stieg wieder deutlich an. Der auslaufende Vertrag von Andreas Petersen wurde, aufgrund der fehlenden Fußballlehrerlizenz, nicht verlängert und Kallnik verpflichtete Jens Härtel, den U19-Trainer von RB Leipzig, als neuen Cheftrainer. Ronny Thielemann wurde Co-Trainer.
In der Saison 2014/15 wurde der 1. FC Magdeburg Meister der Regionalliga Nordost und setzte sich in den folgenden zwei Aufstiegsspielen gegen den Meister der Regionalliga Südwest Kickers Offenbach durch. Der FCM stieg in die 3. Liga auf und positionierte sich 25 Jahre nach der Wende im gesamtdeutschen Profifußball. Im Schulterschluss Präsidium und Aufsichtsrat, den Wirtschaftspartnern, sowie der sportlichen Führung um Jens Härtel, trieb Kallnik die Ausgliederung der Lizenzspielerabteilung aus dem eingetragenen Verein voran. Am 1. Januar 2016 wurde er zum hauptamtlichen Geschäftsführer der 1. FC Magdeburg Stadion- und Sportmarketing GmbH bestellt und im Juni 2017 aus dem Präsidium abberufen. Mit dem Aufstieg in die 2. Bundesliga, als Meister der 3. Liga in der Saison 2017/18, gelang dem 1. FC Magdeburg der größte sportliche Erfolg seit der deutschen Einheit. Experten würdigten Kallnik als Architekten des Aufschwungs. Im Mai 2018 zog er sich aus der Kaderplanung zurück und legte die Leitung der Profiabteilung in die Hände seines bisherigen Assistenten Maik Franz. Kallnik blieb aber Hauptverantwortlicher für den sportlichen Bereich und alleiniger Geschäftsführer der 1. FC Magdeburg Spielbetriebs GmbH.
Der FCM konnte sich in der 2. Bundesliga nicht etablieren und stieg am Ende der Saison 2018/19 wieder in die 3. Liga ab. Für die Trennung des populären Aufstiegstrainers Jens Härtel am 12. November 2018 wurde Kallnik von den Fans massiv kritisiert. Im Anschluss verschliss er, nach jahrelanger Kontinuität, mit Michael Oenning, Stefan Krämer, Claus-Dieter Wollitz und Thomas Hoßmang, vier weitere Trainer. Am 10. Juni 2020 trennte sich der Verein, nach anhaltender sportlicher Talfahrt in der 3. Liga, von Maik Franz. Kallnik übernahm daraufhin wieder die alleinige sportliche Führung. Für die hohe Personalfluktuation, die glücklose Kaderplanung und den Sturz auf die Abstiegsplätze machten Medien, Fans und Sponsoren im Herbst 2020 Kallnik verantwortlich. Er trat am 1. November 2020 als Sportdirektor zurück. Am 2. November 2020 forderte Block U seine Entlassung. Präsidium und Aufsichtsrat hielten allerdings an Kallnik fest und installierten mit Otmar Schork einen neuen sportlichen Leiter. Kallnik war als Geschäftsführer nur noch für die Finanzen zuständig. Am 2. Mai 2022 gab er bekannt, seinen auslaufenden Vertrag nicht verlängern und den Verein verlassen zu wollen. Kallnik wurde am 7. Mai 2022 in der Halbzeitpause des Spiels gegen den TSV 1860 München vom 1. FC Magdeburg verabschiedet. Der Rahmen wurde als „unwürdig“ kritisiert.
Seit seinem Abschied vom 1. FC Magdeburg ist Kallnik wieder für die AOK Sachsen-Anhalt tätig.

## Erfolge

### Als Spieler
BFC Dynamo
- Berliner Landespokal: 1999
- Meister der Oberliga Nordost: 2001

1. FC Magdeburg
- Sachsen-Anhalt-Pokal: 2003, 2006, 2007
- Meister der Oberliga Nordost und Aufstieg in die Regionalliga Nord: 2006

### Als Geschäftsführer
1. FC Magdeburg
- Sachsen-Anhalt-Pokal: 2013, 2014, 2017, 2018
- Meister der Regionalliga Nordost und Aufstieg in die 3. Liga: 2015
- Meister der 3. Liga und Aufstieg in die 2. Fußball-Bundesliga: 2018, 2022